# کرم‌های یال‌اسبی
کرم‌های یال‌اسبی یا نخ‌ریخت‌تباران (نام علمی: Nematomorpha) شاخه‌ای از جانوران کرم‌مانند بدون بند و موشکل و طویل و باریک است با پوستک ضخیم که اغلب آنها دریازی و در مرحلهٔ بلوغ آزادزی و در مرحلهٔ کرمینه انگل بندپاتباران هستند.